# Eurycycla
Eurycycla là một chi bọ cánh cứng trong họ Chrysomelidae.
Chi này được miêu tả khoa học năm 1903 bởi Jacoby.

## Các loài
Chi này gồm các loài:
- Eurycycla balyi (Jacoby, 1895)